# Braehead and Broomridge

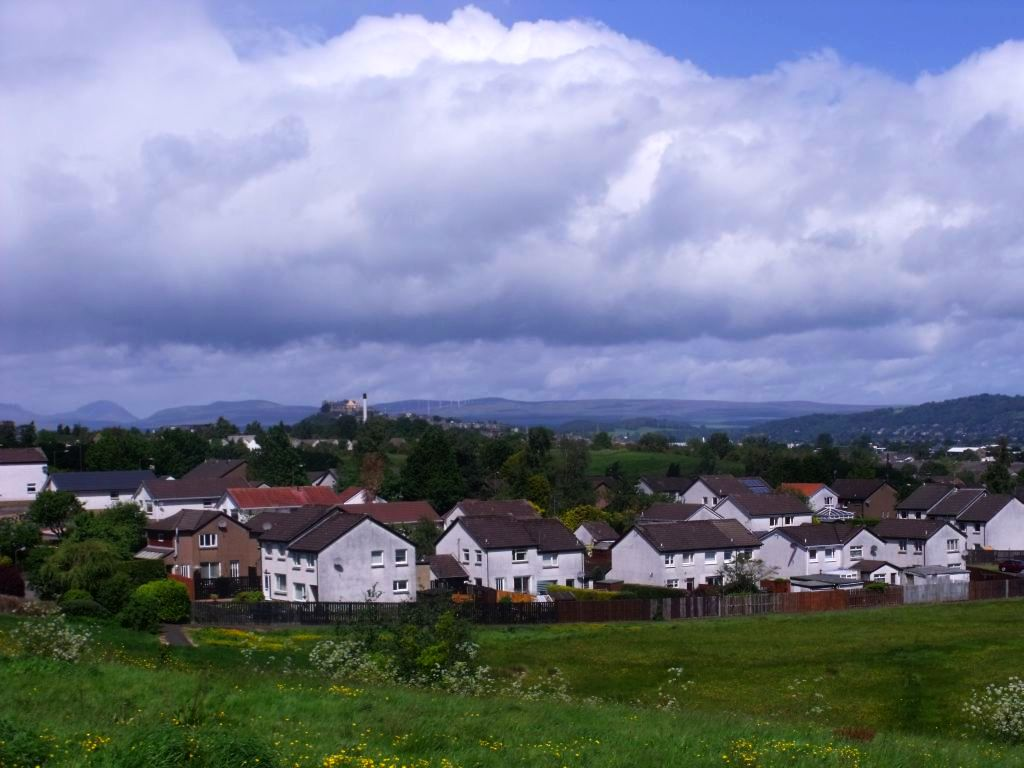
Häuser in Broomridge

Braehead and Broomridge ist der südöstliche Bereich von Stirling in Schottland, der eine der 42 Community Council Areas (CCA) der übergeordneten Verwaltungsebene (Council Area) bildet. Angrenzende CCAs sind, beginnend im Osten und dann im Uhrzeigersinn, Polmaise, Bannockburn, Hillpark and Milton, St Ninians, King’s Park, Mercat Cross and City Centre und Riverside. Es folgt, auf der gegenüberliegenden Seite des Forth, Cambuskenneth. Die namensgebenden Stadtteile liegen südwestlich der Bahnstrecke nach Edinburgh. Ihr gegenüber im Nordosten, wo das Gebiet bis zum Fluss reicht, finden sich ausgedehnte Gewerbegebiete.
Beim Zensus 2011 wurde festgestellt, dass 5736 Einwohner auf den 4,4 Quadratkilometern lebten.